# Damara (ort)
Damara är en ort i Centralafrikanska republiken.   Den ligger i prefekturen Ombella-Mpoko, i den sydvästra delen av landet, 70 km norr om huvudstaden Bangui. Damara ligger 415 meter över havet och antalet invånare är 20 093.
Terrängen runt Damara är platt. Det finns inga andra samhällen i närheten.
I omgivningarna runt Damara växer huvudsakligen savannskog. Runt Damara är det mycket glesbefolkat, med 3 invånare per kvadratkilometer.